# Кулешов Володимир Кузьмич
Володимир Кузьмич Кулешов (1918–1943) — льотчик-ас, гвардії капітан Робітничо-селянської Червоної Армії, учасник німецько-радянської війни, Герой Радянського Союзу (1944).

## Біографія
Володимир Кулешов народився 5 січня 1918 року в Намангані. Після закінчення двох курсів технікуму та Балашівської об'єднаної школи пілотів та авіатехніків Цивільного повітряного флоту, працював льотчиком на пасажирських авіарейсах. У березні 1940 року Кулешов був призваний на службу до Робітничо-селянської Червоної Армії. Закінчив Одеську вищу військову авіаційну школу льотчиків. З серпня 1942 — на фронтах Великої Вітчизняної війни. У боях двічі поранено.
До вересня 1943 року гвардії старший лейтенант Володимир Кулешов був штурманом 40-го гвардійського винищувального авіаполку 8-ї винищувальної авіадивізії 5-го винищувального авіакорпусу 2-ї повітряної армії Воронезького фронту. На той час він здійснив 351 бойовий виліт, взяв участь у 73 повітряних боях, збивши 16 ворожих літаків особисто і ще 5 — у складі групи. 3 листопада 1943 року Кулешов загинув у бою на території Київської області Української РСР. Похований у селищі Гостомель Київської області.
Указом Президії Верховної Ради СРСР від 4 лютого 1944 року за «зразкове виконання бойових завдань командування на фронті, боротьбу з німецькими загарбниками та виявлені при цьому відвагу та геройство» гвардії капітан Володимир Кулешов посмертно удостоєно високого звання Героя Радянського Союзу. Також був нагороджений орденом Леніна, двома орденами Червоного Прапора, орденом Червоної Зірки.